# H. Mounier
H. Mounier est une société française productrice de Cognac créée en 1858 et filiale de Unicoop (250 adhérents)

## Historique
L’entreprise de Cognac a été lancée en 1858 par Henri Mounier sous le nom Mounier et Compagnie. Dès 1874, l’entreprise se diversifie dans le négoce de cognac à l’international.
Mounier et Compagnie lance la marque Prince Hubert de Polignac en 1947, Reynac (Pineau des Charentes) en 1969 et Kismi (liqueur) en 2006.
En 1960, la maison de cognac H. Mounier est rachetée par la coopérative Unicoop qui gère à l’époque plus de 1 000 viticulteurs adhérents et produit 20 % de la totalité des eaux de vie de l’appellation Cognac.
En 1993, H. Mounier prend en main la gestion des marques de Unicoop, dont Prince Hubert de Polignac, Reynac (pineau des charentes), Marquis de Vibrac (armagnac), Michel Biron (calvados), Paul Bocuse (cognac), et Highlands King (whisky).
En 1997, H. Mounier produit dans ses chais charentais Grey Goose, une vodka élaborée à la demande d’un importateur de spiritueux aux États-Unis, Sydney Frank Importing Company.
En 2001, H. Mounier rachète les cognacs Hardy au fonds d’investissement Klesch Capital Partners.
En 2003, le rachat du négociant bordelais Calvet offre à H. Mounier des perspectives de développement en Grande-Bretagne et au Japon.
En 2004, Sydney Franck cède Grey Goose au groupe Bacardi.
En novembre 2006, H. Mounier cède Calvet au groupe alsacien Grands Chais de France.
Février 2018 les anciens chais sont transformés en résidence séniors.

## Marques
H. Mounier commercialise un vaste portefeuille de marques distribuées dans plus de 50 pays :
- Hardy (Cognac)
- Prince Hubert de Polignac (Cognac)
- Reynac (Pineau des Charentes)
- Henri Mounier (Cognac)
- Kismi (Liqueur a base de Cognac)
- Bel Alix (Brandy)
- De Pourvil (Brandy)
- Highland King (Whisky)